# Петер Бернгольц
Петер Бернгольц (нар. 18 лютого 1929, Бад-Зальцуфлен; † 17 серпня 2024, Базель) — німецько-швейцарський економіст, економіст Австрійської школи, професор університету.

## Творчий життєпис
Бернгольц вивчав економіку в університетах Марбурга та Мюнхена з 1950 року і закінчив їх у 1953 році. У 1955 році він здобув докторський ступінь у Марбурзі. З 1956 по 1962 рік працював науковим співробітником у Ганса Меллера та Хайнца Зауермана в університетах Франкфурта та Мюнхена. У 1962 році закінчив габілітацію у Франкфурті-на-Майні. У 1963/64 роках був стипендіатом Фонду Рокфеллера в Гарвардському та Стенфордському університетах.
З 1964 по 1966 рік Бернхольц викладав у Франкфуртському університеті, а з 1966 по 1971 рік був професором Берлінського технічного університету. З 1971 по 1997 рік він був професором економіки, зокрема економічної політики, грошей і зовнішньої торгівлі, в Базельському університеті. У 1982/83 роках був деканом філософського та історичного факультету. Попри призначення в університетах Бонна та Кіля, Бернгольц залишився вірним Базельському університету.
Бернгольц був запрошеним професором Массачусетського технологічного інституту в 1969 році, Центру вивчення суспільного вибору Політехнічного інституту Вірджинії в 1974 і 1978 роках, Університету Джорджа Мейсона, Стенфордського університету в 1981 році, Каліфорнійського університету в Лос-Анджелесі в 1986/87 роках, Австралійського національного університету в 1993 році, Каліфорнійського університету в Ірвайні в 1998 році, Університету Ла Сапієнція в Римі у 2000 році, Берлінського вищого навчального закладу у 2000/01 роках і Університету в Інсбруці у 2002 році. Науковий співробітник Центру вивчення суспільного вибору при Університеті Джорджа Мейсона в місті Фейрфакс, штат Вірджинія. З 1983 року проводив там кілька досліджень.
З 1974 по 1980 рік Бернхольц був президентом Європейського Товариства суспільного вибору, а з 1992 по 1998 рік — членом правління Товариства Мон-Пелерен. З 1974 року (станом на березень 2017 року) Бернгольц був членом Науково-консультативної ради Міністерства економіки Федеративної Республіки Німеччина.
Бернгольц був членом Асоціації соціаьної політики та членом-кореспондентом Баварської академії наук. Він є почесним доктором Констанцького та Фрайбурзького університетів.
Основними сферами досліджень Бернгольца були австрійська теорія реального капіталу (Faber 1979), політична економія (Ursprung 1994), теорія суспільного вибору (Bernholz 2012), тоталітаризм (Bernholz 1997) та монетарна теорія, політика та історія (Bernholz 2003 та 2007).
У 2017 році Бернгольц отримав медаль Гаєка.
Бернгольц був одружений і мав двох дітей.

## Наукові праці (вибрані)

### Книги
В ролі автора:
- Das Gesetz von der Mehrergiebigkeit längerer Produktionswege und die reine Kapitaltheorie. Dissertation, Universität Marburg, 1955.
- Außenpolitik und Internationale Wirtschaftsbeziehungen. Klostermann, Frankfurt am Main 1966 (Habilitationsschrift, Universität Frankfurt, 1962).
- Grundlagen der Politischen Ökonomie. 3 Bände. Mohr, Tübingen 1972/75/79.
- Währungskrisen und Währungsordnung. Hoffman und Campe, Hamburg 1974.
- Flexible Exchange Rates in Historical Perspective (= Princeton Studies in International Finance. No. 49). Princeton University, Princeton 1982.
- The International Game of Power. Past, Present and Future. Mouton, Berlin/New York/Amsterdam 1985.
- Monetary Regimes and Inflation. History, Economic and Political Relationships. Elgar, Cheltenham 2003; 2. Auflage 2015.
- Totalitarianism, Terrorism and Supreme Values. History and Theory. Springer, Heidelberg/New York/London 2017.
- Poesien eines Wissenschaftlers. Noel, Oberhausen 2020.

В ролі редактора:
- mit Gerard Radnitzky: Economic Imperialism. The Economic Method Applied Outside the Field of Economics. Paragon House, New York 1986.
- mit Manfred E. Streit, Roland Vaubel: Political Competition, Innovation and Growth. A Historical Analysis. Springer, Berlin, Heidelberg New York 1998.
- mit Roland Vaubel: Political Competition, Innovation and Growth in the History of Asian Civilizations. Elgar, Cheltenham 2004.
- mit Roland Vaubel: Political Competition and Economic Regulation. Routledge, London/New York 2007.
- mit Roland Vaubel: Explaining Monetary and Financial Innovation. A Historical Analysis. Springer, Heidelberg/New York/London 2014.

### Есеїстика
- The Importance of Boehm-Bawerks Theory of Capital and Interest from a Historical Perspective. In: History of Economic Ideas. Bd. 1, Nr. 2, 1993, S. 21–54.
- Ideology, sects, state and totaltarianism: A general theory. In: Hans Maier (Hrsg.): Totalitarismus und Politische Religionen. Konzepte des Diktaturvergleichs. Band 2, Schöningh, Paderborn 1997, S. 271—298.
- Die Bundesbank und die Währungsintegration in Europa. In: Fünfzig Jahre Deutsche Mark. Hrsg. von der Deutschen Bundesbank. Beck, München 1998, S. 773—831.
- Monetary Regimes and Inflation. History, Economic and Political Relationships. Elgar, Cheltenham 2003; 2. Auflage 2015.
- Die Nationalbank 1945—1982: Von der Devisen-Bannwirtschaft zur Geldmengensteuerung bei flexiblen Wechselkursen. In: Die Schweizerische Nationalbank 1907—2007. Verlag Neue Zürcher Zeitung, Zürich 2007, S. 119—211.
- From the Calculus of Consent to extended logrolling, negative externalities, and the Coase theorem. In: Public Choice. Bd. 152, 2012, S. 265—261.